# L'istinto del predatore
L'istinto del predatore (Cross Country) è un romanzo poliziesco dello scrittore statunitense James Patterson e fa parte di una serie di romanzi sul detective Alex Cross.

## Trama
Un signore della guerra africano noto come Tigre, aiutato dal suo equipaggio di giovani uomini arrabbiati, uccide orribilmente l'autrice Eleanor 'Ellie' Cox e tutta la sua famiglia. Alex Cross e la fidanzata Bree Stone vanno a indagare, quando Alex ricorda che Ellie era stata la sua ragazza una volta, che aveva amato ad un certo punto. È terrorizzato all'istante da così tanto che non riesce a dormire, non lavora per il caso e resta sveglio fino a notte fonda, seduto nel suo letto. Quindi capisce il prossimo omicidio della tigre e arriva in tempo per fermare la tigre e la sua banda di bambini, dove la maggior parte dei cattivi fugge tra cui la tigre e la maggior parte della sua banda. Dopo aver ottenuto l'accesso dalla CIA, ha intenzione di andare in Nigeria, dove spera di trovare e fermare la Tigre, usando le conoscenze basate sulla posizione della Tigre. Dopo aver convinto l'amara Nanna e il nervoso Bree, parte per un viaggio in aereo in Nigeria, dove è infastidito dai loro costumi. Viene quindi rapito da "poliziotti" e messo in prigione, dove ha il naso rotto, è orribilmente ferito e muore di fame, oltre a dover fare a meno dell'acqua. Dopo quasi tre giorni o più, viene salvato dall'americano Ian Flaherty che dà consigli a Cross di fuggire mentre può ancora. Viene quindi chiamato da Bree che dice che c'è stato un altro omicidio da parte della Tigre.
Invece di ascoltare Flaherty, Cross va invece in Sierra Leone, dove incontra il veterano e l'amputato, Mosè, che lo nutre e gli dà acqua. Più tardi quella notte, Cross, quando è solo da solo, viene teso un'imboscata dalla banda della Tigre, tuttavia scappa con l'aiuto di Mosè e acquista un camion che in seguito darà a Mosè. Padre Bombata, un prete che ha incontrato durante il viaggio in aereo in Nigeria, lo informa che suo cugino, Addane Tansi, potrebbe essere in grado di aiutare Alex, che incontra Addane, un giornalista che, a sua insaputa, aveva stretto amicizia con Ellie, che era andato a La Nigeria qualche tempo prima della sua morte. Addane presenta Alex alla sua famiglia e condivide un bacio con lui, che rifiuta di pensare a causa di Bree; Flaherty in seguito rivela che il vero nome della tigre è Abidemi Sowande. Alex e Addane vanno in un campo di hobo dove vengono attaccati da Janjaweed, uomini spietati che violentano, feriscono e uccidono donne e bambini. Dopo essere scappati a malapena a causa dei "Peacekeeper" che lo fanno solo non ottengono cattiva pubblicità, specialmente da Addane. Dopo essere tornato in Nigeria, Cross e Addane scoprono che la famiglia di Addane è stata assassinata. Quando cercano di avvicinarsi, Cross e Addane vengono portati in prigione dagli sbirri. Alex assiste ad Addane che viene ucciso da Tiger dopo essere stato stuprato, e viene rilasciato dopo.
Tornando a casa, apprende che la famiglia di Alex è stata rapita dalla Tigre, che poi fornisce le coordinate di Alex al nascondiglio. Alex, Bree e John Sampson vanno e sconfiggono la banda della Tigre, mentre Alex segue Sowande (Tigre). Alex uccide la tigre. Viene rivelato che Ian Flaherty lavora con Sownande e viene arrestato. Poco dopo viene trovata la sua famiglia; Alex pensa immediatamente che la CIA potrebbe aver lavorato con Tiger. Alex chiama Merrill Snyder e Steven Millard, della CIA, e li arresta, dopo aver scoperto che loro e Flaherty erano associati a Tiger. Alex riceve una telefonata allarmante da Kyle Craig che è fuggito dalla prigione e vuole vendicarsi di lui.

## Edizioni
- James Patterson, L'istinto predatore, Longanesi, 2012.